# Antonio Sartorio
Pour les articles homonymes, voir Sartorio.
Antonio Sartorio (né vers 1630 à Venise et mort le 30 décembre 1680 dans la même ville) est un compositeur italien du XVIIe siècle.

## Biographie
Antonio Sartorio, qui a surtout composé des opéras et de la musique vocale, exerce principalement son activité dans sa ville natale de Venise et à Hambourg.
On connait peu de choses sur sa vie et sa formation. Gl'amori infruttuosi di Pirro, son premier opéra, connaît sa première le 4 janvier 1661 à La Fenice. De 1666 à 1675, il est maître de chapelle du duc Jean-Frédéric de Brunswick-Lunebourg. Il compose pour ses musiciens une Missa brevis, ainsi que des psaumes et des cantates qui n'ont été en partie redécouverts qu'en 1958 dans le soufflet d'un orgue du village de Hüpede.
En dépit de la charge imposante qui lui échoit à Hanovre, il trouve le moyen de se rendre plus d'une fois dans sa ville natale. Ainsi, lors du carnaval de Venise 1669–1670, il fait jouer son deuxième opéra, L'Ermengarda regina de' longobardi. Quelques années plus tard, le 19 février 1672, il est de retour pour jouir du succès remporté par L'Adelaïde, son opéra le plus connu. Prétextant son mauvais état de santé et la commande de deux nouveaux opéras, il demande de reporter son retour en Allemagne. Le duc consent à une prolongation du séjour de Sartorio. Le 14 décembre 1672 a lieu la première de L'Orfeo, une variation du mythe d'Orphée et Eurydice où sont ajoutés intermèdes comiques et intrigues échevelées mettant en scène des personnages aussi incongrus que Hercule, Achille et Thétis.
Après deux années de service en Allemagne, Sartorio est démis de sa charge en avril 1675. Il rentre à Venise où il occupe le poste de vice-maître de chapelle de la basilique Saint-Marc à partir du 7 mai 1676 jusqu'à sa mort. Pour le chœur de la basilique, il compose notamment des psaumes à 8 voix et, pour les théâtres, au moins quatre opéras : Giulio Cesare in Egitto (1676), Anacreonte tiranno (1677), Antonio e Pompeiano (1677) et Ercole sul Termodonte (1678)
Les œuvres d'Antonio Sartorio présentent des caractères typiquement vénitiens de la seconde moitié du XVIIe siècle. Plus précisément ses livrets appartiennent à la catégorie du drame héroïque pleine d'intrigues, de déguisements, d'astuces, de sorts, etc.

## Œuvres

### Opéras
- Gl'amori infruttuosi di Pirro (1661)
- L'Ermengarda regina de' longobardi (1669–1670)
- L'Adelaïde (1672)
- Massenzio (1672)
- Orfeo (1672)
- Alcina (1674-1675)
- Giulio Cesare in Egitto (1676)
- Anacreonte tiranno (1677)
- Antonio e Pompeiano (1677)
- Ercole sul Termodonte (1678)
- La Flora (1680, œuvre inachevée, complétée par Marc Antonio Ziani)

### Duos d'opéras
- Elio Seiano (1667) (ou La prosperità d'Elio Seinano ou La caduta d'Elio Seiano)

### Musique sacrée
- Psaumes à 8 voix (réparties en double chœur), adaptés à l'usage de la sérénissime chapelle ducale de la basilique Saint-Marc de Venise.
- Ad tantum triumphum, motet publié dans le recueil Motetti Sacri, pour une voix seule avec instruments.

## Sources
- (it) Cet article est partiellement ou en totalité issu de l’article de Wikipédia en italien intitulé « Antonio Sartorio » (voir la liste des auteurs).

- (en) Cet article est partiellement ou en totalité issu de l’article de Wikipédia en anglais intitulé « Antonio Sartorio » (voir la liste des auteurs).